# 十津川警部シリーズ (渡瀬恒彦)
『西村京太郎サスペンス 十津川警部シリーズ』（にしむらきょうたろうサスペンス とつがわけいぶシリーズ）は、1992年から2015年までTBS系で放送された刑事ドラマシリーズ。全54回。主演は渡瀬恒彦。
放送枠は、2001年の第21作まで「月曜ドラマスペシャル」で、2001年の第22作から2006年の第36作まで「月曜ミステリー劇場」、2006年の第37作から2015年の第54作は「月曜ゴールデン」。
原作は西村京太郎の推理小説シリーズ『十津川警部シリーズ』。

## 概要
制作当初は、まず3作品を放映する予定となっていたが、以後、第1作放映から毎年新作を放映（2回の時間枠名の変更を挟んで）、2015年まで続いた全54作品の人気シリーズである。
同じ原作シリーズのドラマ化としては、テレビ朝日系「土曜ワイド劇場」で、1979年に開始された『西村京太郎トラベルミステリー』シリーズがあり、同シリーズが順調に新作を放映する一方、他局2時間ドラマ枠で『十津川警部シリーズ』がドラマ化・シリーズ化されても、放送枠自体が長続きせずに消えてしまう例が続いていたが、この渡瀬主演版は原作の設定年齢に比較的近い配役だったことなどから好評を博し、「トラベルミステリー」シリーズに匹敵する第2の長期シリーズとして定着した。シリーズ開始以来、1995年・2003年はそれぞれ年間4作を放映するなど、年平均2作強というハイペースで新作を放映し続け、撮影・放映のペースにおいては「トラベルミステリー」シリーズを上回っていた。
渡瀬は2005年のシリーズ第35作「金沢加賀殺意の旅」で、日本で一番多く十津川警部を演じている俳優となり、第54作まで主演、記録を更新し続けた（渡瀬の新記録樹立前の記録保持者は「トラベルミステリー」シリーズで20年間・34作で、十津川警部を演じ続けてきた三橋達也）。
また、本シリーズの渡瀬恒彦と伊東四朗（亀井刑事役）によるコンビは同一俳優コンビによる共演最多回数の記録を更新した。
本シリーズと同じドラマ枠で放映された山村美紗原作の『名探偵キャサリン』シリーズとは接点があり、十津川警部シリーズ第14作「海を渡った愛と殺意」（1997年）には希麻倫子（演：かたせ梨乃）と狩矢警部（演：西岡徳馬）が出演する（この作品放映にあたっては、西村が放映のために原作を準備している）一方、名探偵キャサリンシリーズ第15作「名探偵キャサリンvs十津川警部 京友禅の謎〜華の密室殺人事件〜」（2006年）には十津川省三（演：渡瀬恒彦）が出演している。このため、渡瀬が十津川を演じた作品の総合計は55作品となる（ただし「京友禅の謎」はあくまで山村作品であり、渡瀬が招かれたものの西村は関与しておらず、亀井刑事も登場しないため、TBS版「十津川警部シリーズ」では番外編としても扱われていない）。
2017年1月からは、内藤剛志（十津川警部）と石丸謙二郎（亀井刑事）の新コンビに交代して、新たな『十津川警部シリーズ』（第2作までは『新・十津川警部シリーズ』）が開始された。新シリーズでは、制作会社もテレパックからオスカープロモーションに変わっている（プロデューサー森下和清の移籍に伴う）。TBSはシリーズ衣替えの理由として、2016年4月から時間枠名が「月曜名作劇場」に変更されたことに伴うものと説明している。なお、新シリーズ開始から約3か月後の同年3月14日に渡瀬が死去し、それに伴う追悼企画として、同年3月27日に第42作「九州ひなの国殺人ルート」が再放送され、冒頭では内藤による予定変更の告知とお悔やみの言葉が放送された。

## キャスト

### 警視庁捜査一課 十津川班
十津川省三
演 - 渡瀬恒彦
警視庁捜査一課係長。階級は警部。
西本功
演 - 西守正樹（第3作）、滝川晋平（第5作）、若山騎一郎（第6作）、堤大二郎（第8作・第10作 - 第13作・第15作 - 第19作・第21作 - 第40作・第42作・第44作・第46作・第47作・第49作・第50作・第52作 - 第54作）
警視庁捜査一課の刑事。
安原美知子
演 - 山村紅葉（第4作・第9作・第13作 - 第14作・第17作 - 第19作・第21作 - 第53作）、越智静香（第8作）
警視庁捜査一課の刑事。
小西淳平
演 - 中西良太（第20作 - 第54作）
警視庁捜査一課の刑事。
村川留美（久恵）
演 - 古川りか（第22作 - 第46作・第48作 - 第54作）
警視庁捜査一課の刑事。第22作は「村川久恵」の名前で登場。
山下智志
演 - 山田アキラ（第20作 - 第54作）
警視庁捜査一課の刑事。
小林雅人
演 - 内山翔人（第42作 - 第54作）
警視庁捜査一課の刑事。
清水滋
演 - あかつ（第51作 - 第54作）
警視庁捜査一課の刑事。
亀井定雄
演 - 伊東四朗
警視庁捜査一課主任。階級は警部補。

### 警察関係者
本多時孝
演 - 小沢象（第2作）、小野ヤスシ（第6作・第8作・第11作 - 第36作・第38作 - 第40作・第45作 - 第46作）、勝部演之（第9作 - 第10作）、中原丈雄（第50作・第53作）
警視庁捜査一課長。階級は警視。
三上
演 - 高橋明（第5作）、小沢象（第17作 - 第18作）、小野武彦（第19作 - 第23作・第26作 - 第34作・第36作 - 第37作・第40作・第42作）、鶴田忍（第48作）
警視庁刑事部長。階級は警視監。

### 十津川班の親族
十津川直子
演 - かたせ梨乃（第7作・第10作・第20作〈写真〉・第51作）
十津川省三の妻。

## スタッフ
- 脚本 - 安本莞二（14回）、長坂秀佳（10回）、竹山洋（9回）、佐伯俊道（5回）、水谷龍二（同）、平林幸恵（3回）、加瀬豪（2回）、橋本以蔵（同）、土屋保文（同）、いずみ玲（1回）、鈴木貴子（同）、横沢丈二（同）、丸茂周（同）、山田耕大（同）
- 監督 - 脇田時三（27本）、池澤辰也（8本）、油谷誠至（3本）、山内宗信（同）、藤尾隆（2本）、村田忍（同）、舩橋淳（同）、松本健（同）、山本和夫（1本）、中村金太（同）、水谷俊之（同）、松原信吾（同）、新村良二（同）
- プロデューサー - 森下和清（テレパック）、杉村治司（テレパック）、安東多紀（テレパック）、黒沢淳（テレパック）、沼田通嗣（テレパック）、山後勝英（テレパック）、樋口祐三（TBS）、内野健（TBS）、岡田裕克（TBS）、成合由香（TBS）
- 製作 - テレパック、TBS

- プロデューサー - 森下和清（テレパック）（第1作 - 第22作）、樋口祐三（TBS）（第1作、第4作）、内野建（TBS）（第2作）、岡田祐克（TBS）（第3作、第4作）、安東多紀（第8作）、杉村治司（テレパック）（第11作、第13作、第18作）、沼田通嗣（第21作）、黒澤淳（第22作）
- 撮影 - 小野正（第1作 - 第3作）、森喜弘（J・S・C）（第3作 - 第5作、第7作 - 第16作、第19作 - 第22作）、白田龍夫（第6作）、宮本幸夫（第17作）
- 照明 - 三ヶ尻進（第1作 - 第22作）
- 音声 - 助川洋昭（第1作 - 第3作）、中村豊二（第4作、第5作、第7作、第9作、第17作）、佐藤友昭（第6作、第10作、第18作、第20作 - 第22作）、奥雅人（第8作）、清水良樹（第11作）、相川比登志（第12作、第13作、第15作）、宮沢徳次（第14作、第16作）、吉田隆（第19作）
- 調整 - 渡辺久仁彦（第1作 - 第5作、第7作 - 第14作）、明鹿野崇（第6作）、湯沢充敏（第15作、第16作）、阿部正美（第17作 - 第22作）
- スタジオ技術 - 関吉一（第15作、第16作）、宮本幸夫（第15作）、中嶋義晴（第15作）
- 編集 - 石井由美子（第1作 - 第12作）、椎名広二（第14作、第16作）、目崎和恵（第17作 - 第19作）、富永孝（ザ・チューブ）（第21作）、山田宏司（ザ・チューブ）（第22作）
- ディスク編集 - T2R（第13作）
- オフライン編集 - T2R（第20作）
- VTR編集 - 椎名広二（第1作 - 第11作）、白水孝幸（第12作）、青柳信司（ザ・チューブ）（第13作）、竹村知己（第17作 - 第19作）、川中健治（第20作）
- MA - 的池将（第7作、第8作、第10作、第11作）、門ノ沢祥子（第9作）、黒羽靖志（第13作）、佐藤孝紀（第14作）、サウンドユニバース（第17作 - 第19作）、ザ・チューブ（第20作）
- スタジオカメラ - 二之宮行弘（第16作）
- テーマ曲 - 村山達哉（第18作）
- 音効（選曲効果） - 西山隆二（第1作、第2作）、メディアハウス（第5作 - 第20作）
- 効果 - 西山隆二（第3作、第4作）、西山隆司（メディアハウス）（第21作、第22作）
- 選曲 - 佐古伸一（第3作、第4作）、片野正美（メディアハウス）（第13作、第14作、第21作、第22作）
- HD編集 - 安原孝（ヨコシネD.I.A）（第21作）、竹村知己（ソニーPCL）（第22作）

- 撮影助手 - 溝口大輔（第10作、第12作）
- 照明助手 - 南信治（第10作）、田部誠（第10作）、居川明日香（第10作）、藤崎秀紀（第10作）、野村一樹（第12作）、新井豊（第12作）、徳永恭弘（第12作）
- 音声助手 - 小野浩志（第10作、第12作）、高木陽（第10作）、広川英治（第12作）
- 調整助手 - 竹田吉宏（第10作）、長谷川一也（第12作）

スタジオスタッフ
- スイッチャー - 内山久光（第10作）
- カメラ - 宮本幸夫（第10作）、佐野仁信（第10作）
- CA - 当木雅人（第10作）、八柄哲（第10作）
- VTR - 湯沢充敏（第10作）

- 美術制作 - 桜井茂雄（第1作、第3作 - 第8作）、間瀬広伸（第2作）、海津隆一（第9作 - 第11作、第13作、第14作）、斉藤幸雄（第12作）、平野裟一（第15作）、斉田時雄（第16作）、斎藤公（第17作 - 第19作）、小林和美（第20作、第21作）
- 美術進行 - 内藤佳奈子（第1作）、矢野馬雅子（第2作、第8作）、津留啓亮（第3作）、田中若菜（第3作、第4作、第5作）、千村奈緒子（第6作、第7作）、岩井健志（第21作）
- 美術 - 斎藤公（第22作）、藤田博史（第22作）
- 美術デザイン - 宮崎もりひろ（第9作）、椎葉禎介（第10作、第12作）
- デザイン - 椎葉禎介（第13作）、加藤昌男（第14作 - 第16作）
- 装置 - 秋山雷太（第9作）、森田正樹（第13作 - 第15作）、中尾政治（第16作）
- 大道具 - 秋山雷太（第9作、第10作）、森田正樹（第12作）
- 小道具 - 日野奈津子（第21作）
- 装飾 - 山崎福松（第4作）、上原康生（第5作）、蒲原一正（第6作、第7作）、草刈茂（第8作）、藤田明伸（第9作）、小川満政（第9作）、大村充（第10作）、田村正之（第10作）、鈴木昌也（第11作）、飯田恵一（第11作）、石井敏充（第12作 - 第15作）、八木沢宗夫（第12作）、菅原芳隆（第16作）、小林和美（第17作）
- 衣裳 - 山本亜希子（第1作）、横倉茂（第2作、第4作）、万木利昭（第3作）、大森秀紀（第5作、第7作）、上條栄子（第6作）、上坂知子（第8作）、目代博昭（第9作、第11作）、会田昌子（第10作、第13作）、宮越久美子（第12作）、君和田悦子（第14作）、近藤栄子（第15作）、江橋綾子（第16作）、永島常男（第17作、第19作、第22作）、井田年彦（第18作）、沢柳陽子（第19作）、徳山一信（第20作）、坂下英明（第21作）
- 持道具 - 塩田健（第1作）、草野達樹（第2作、第8作、第11作）、岡田正彦（第3作、第5作 - 第7作）、松倉一郎（第4作）、梅山千春（第9作）、中沢境弥（第10作）、神保由香（第12作）、志田和美（第13作 - 第15作）、草野達郎（第16作）、渡辺伸明（第17作）、岩井健志（第18作、第19作）、中田美雪（第20作）
- 化粧 - ヴァルール（第9作）、アートメイク・トキ（第14作）、吉野節子（アートメイク・トキ）（第22作）
- メイク - ヴァルール（第1作、第4作 - 第8作、第10作）、柳幸子（第2作、第3作）、内田幸子（第3作）、鎌田真由美（第7作、第10作）、ふくながあいこ（第9作）、吉野節子（第11作、第12作、第17作）、田村小春（第11作、第12作）、アートメイク・トキ（第13作、第15作、第19作、第20作）、石井薫子（第16作、第18作、第21作）、福田高宏（第16作）、石渡広子（第17作）、福山今日子（第18作）、森田光子（第20作）
- スタイリスト - のてひろこ（第3作）、鈴木智子（第4作、第16作）、市原みちよ（第7作、第9作、第10作、第14作）、戸谷重美（第12作）、川端身永子（第18作）、村井緑（第20作）、堀井香苗（第21作）
- ヘアメイク - 鎌田真由美（第14作）
- 射撃指導 - 加瀬裕樹（第12作）、阿久澤博政（第12作）
- 擬斗 - 大野剣友会（第1作 - 第3作、第11作 - 第15作、第17作）、岡田勝（第4作、第5作、第7作、第8作、第19作、第20作）、所博昭（第18作）
- 殺陣 - 岡田勝（第21作、第22作）
- カースタント（スタント） - 高橋レーシング（第3作、第4作、第11作 - 第15作、第18作）、大友千秋とラッキー（第5作）
- 美術デスク - 平野装一（第9作）
- 車輛 - ケイズ・プロジェクト（第1作）、富士リース（第2作、第3作、第4作、第7作）、マエダオート（第5作、第6作、第10作、第11作、第14作）、共映運送（第8作）、サニー企画（第9作）、富士映画（第12作）、ハクリュウ（第13作、第15作、第16作）、ランナーズ（第17作）、フィールドワークス（第18作）
- 医事監修 - 日本催眠心理研究所所長 米倉一哉（第19作）

- 技術協力 -
- 美術協力 -
- 写真協力 -
- ロケ協力 -
- 衣裳協力 -
- 撮影協力 -
- 協力 -

- プロデューサー補 - 安東多紀（第2作、第4作、第7作）、橋本寛（第3作）、藤尾隆（第10作）、大沼睦美（第12作、第14作、第15作）
- 監督補 - 山内崇信（第7作、第9作）、藤尾隆（第15作）、北川学（第16作）
- 助監督 - 萩谷泰夫（第1作）、田胡直道（第2作）、山内崇信（第3作、第4作）、藤尾隆（第5作、第6作、第14作）、三木茂（第7作、第8作）、舘野和彦（第9作、第12作）、藤嘉行（第10作）、池沢辰也（第11作）、池澤辰也（第14作）、大久保智巳（第13作）、木戸田康秀（第17作、第19作）、谷口和彦（第18作）、浅野敦也（第18作）、山後勝英（第18作）、竹内正樹（第19作）、村上牧人（第19作）、鎌田敏明（第20作）、杉山整（第21作、第22作）、早坂泰彦（第22作）、眞砂野浩  (第23作、第26作、第28作、第30作、第31作)
- 制作担当 - 橋本寛（第11作、第19作）、高橋昌志（第18作）、宮川健治（第20作）、江島進（第21作）、鈴木勇（第22作）
- 制作主任 - 仲野俊隆（第1作）、佐々木芳野（第2作）、高橋浩一郎（第3作 - 第5作、第7作、第11作 - 第14作）、草薙一男（第6作）、太田裕輝（第8作）、丸山昌夫（第9作）、塚本貞重（第10作）、柳沢光俊（第17作）、木村尚司（第22作）
- 制作 - 高橋浩一郎（第15作、第16作）、橋本寛（第16作）
- 添乗員 - 宮島綾子（第18作）
- スクリプター - 広川貴美子（第20作）
- 実景撮影 - 宮本幸夫（第20作）、北村正司（第20作）
- コーディネーター - 山内和明（第2作）、野上順子（第2作）、千葉昭夫（第3作）、松本啓一（第14作）、ディミトリー・シェメトフ（第18作）、アナトリー・マルコフ（第18作）、ヤン・ベーダム（第18作）、アンドレ・クズネツォフ（第18作）、石塚康（第20作）
- 函館コーディネーター - 小笠原弘（第4作）
- 台湾コーディネーター - 劉振瓔（第14作）
- 制作進行 - 小川賢治（第5作）、河合伴明（第10作）、片平大輔（第19作）
- 記録 - 小柳優子（第1作、第2作）、山田佳子（第3作 - 第6作）、藤原智子（第7作、第8作）、恩田一代（第9作、第11作）、小林昌枝（第10作）、武笠一美（第12作）、奥平浩美（第13作）、杉谷小百合（第14作）、中村直美（第16作）、広川貴美子（第17作）、宮下こずゑ（第18作）、竹田宏子（第19作、第22作）、加藤美代子（第21作）
- 記録・編集 - 小林昌枝（第15作）
- スチール - 渡辺富雄（TBS）（第1作）、橋本田鶴子（第2作 - 第17作、第21作、第22作）、山縣樹（TBS）（第2作）、池永一之（TBS）（第3作）、龍田浩之（第12作）、加藤徹（竜カンパニー）（第18作）、橋本田鶴子（ZUKKO）（第19作）、竜カンパニー（第20作）
- 翻訳 - 堀ひろこ（第14作）
- 通訳 - アレクセイ・Ｎ・ポーリーヤコフ（第18作）、ナタリー・アレンニコヴァ（第18作）、ミハイル・フィリターリン（第18作）、イリーナ・ベトロシャンツェ（第18作）、アレクコノゴフ・Ａ・アレクサンドロヴィッチ（第18作）
- 番組宣伝（番宣担当） - 反町浩之（TBS）（第1作 - 第5作）、木崎武重（TBS）（第6作 - 第9作）、磯谷昌宏（TBS）（第10作、第11作）、伊藤良（TBS）（第12作 - 第18作）、鈴木真治（第19作、第20作）、鈴木慎治（第21作、第22作）
- 能楽コーディネイト - 笠井賢一（第22作）
- 能楽監修・指導・出演 - 片山清司（第22作）

実景班
- 撮影 - 内山久光（第18作）
- 調整 - 足助学（第18作）
- 照明 - 宮坂斉志（第18作）
- 制作 - 長谷山慎治（第18作）

※第1作から第22作までを掲載。

## 放送一覧
- このシリーズはドラマとしてはかなり早い時期にハイビジョン撮影への移行が行われており、1999年7月5日放送の第17作からハイビジョン撮影での制作となっている。
- 第42作は20時00分から22時54分までの拡大放送。この回は、2017年3月27日に渡瀬恒彦（同年3月14日死去）の追悼企画としてTBSテレビ「月曜名作劇場」で再放送。また、2022年3月13日に原作者・西村京太郎（同年3月3日死去）の追悼企画としてBS-TBSで15:00-17:54に再放送された。

| 話数 | 放送日         | サブタイトル                                 | 原作                                                       | 脚本              | 監督     | 視聴率 |
| ---- | -------------- | -------------------------------------------- | ---------------------------------------------------------- | ----------------- | -------- | ------ |
| 1    | 1992年04月13日 | 札幌駅殺人事件                               | 「札幌駅殺人事件」                                         | 竹山洋            | 脇田時三 | 15.9%  |
| 2    | 1993年01月18日 | 西鹿児島駅殺人事件                           | 「西鹿児島駅殺人事件」                                     | 竹山洋            | 脇田時三 | 18.5%  |
| 3    | 10月04日       | 上野駅殺人事件                               | 「上野駅殺人事件」                                         | 竹山洋            | 脇田時三 | 16.8%  |
| 4    | 1994年03月28日 | 函館駅殺人事件                               | 「函館駅殺人事件」                                         | 竹山洋            | 脇田時三 | 14.9%  |
| 5    | 8月01日        | 会津高原殺人事件                             | 「会津高原殺人事件」                                       | 長坂秀佳          | 脇田時三 | 14.0%  |
| 6    | 10月17日       | 萩・津和野に消えた女                         | 「萩・津和野に消えた女」                                   | 竹山洋            | 脇田時三 | 18.8%  |
| 7    | 1995年01月02日 | 豪華特急トワイライト殺人事件                 | 「豪華特急トワイライト殺人事件」                           | 竹山洋            | 脇田時三 | 16.0%  |
| 8    | 3月27日        | 伊豆海岸殺人ルート                           | 「伊豆海岸殺人ルート」                                     | 竹山洋 加瀬豪     | 脇田時三 | 19.5%  |
| 9    | 10月09日       | 松島・蔵王殺人事件                           | 「松島・蔵王殺人事件」                                     | 佐伯俊道 いずみ玲 | 脇田時三 | 14.3%  |
| 10   | 12月25日       | ミステリー列車が消えた                       | 「ミステリー列車が消えた」                                 | 竹山洋 加瀬豪     | 山本和夫 |        |
| 11   | 1996年07月08日 | 南伊豆高原殺人事件                           | 「南伊豆高原殺人事件」                                     | 長坂秀佳          | 脇田時三 | 25.2%  |
| 12   | 1997年03月24日 | 丹後殺人迷路                                 | 「丹後殺人迷路」                                           | 長坂秀佳          | 脇田時三 | 18.3%  |
| 13   | 9月29日        | 特急しなの21号殺人事件                       | 「特急『しなの21号』殺人事件」                             | 佐伯俊道          | 山内宗信 | 13.8%  |
| 14   | 12月29日       | 海を渡った愛と殺意                           | 「海を渡った愛と殺意」 「ひかり62号の殺意」                | 佐伯俊道          | 脇田時三 | 15.5%  |
| 15   | 1998年09月28日 | 尾道・倉敷殺人ルート                         | 「尾道・倉敷殺人ルート」                                   | 長坂秀佳          | 脇田時三 | 15.3%  |
| 16   | 1999年01月04日 | 寝台急行「銀河」殺人事件                     | 「寝台急行『銀河』殺人事件」                               | 鈴木貴子          | 脇田時三 | 16.7%  |
| 17   | 7月05日        | 越後・会津殺人ルート                         | 「越後・会津殺人ルート―追いつめられた十津川警部」          | 安本莞二          | 脇田時三 | 20.5%  |
| 18   | 12月27日       | シベリア鉄道殺人事件                         | 「シベリア鉄道殺人事件」                                   | 安本莞二          | 藤尾隆   | 16.8%  |
| 19   | 2000年04月03日 | 伊豆・七滝殺人事件                           | 「桜の下殺人事件」                                         | 水谷龍二          | 脇田時三 | 19.5%  |
| 20   | 10月02日       | 寝台特急カシオペアを追え                     | 「寝台特急カシオペアを追え」                               | 竹山洋            | 脇田時三 | 16.4%  |
| 21   | 2001年01月08日 | 西伊豆・美しき殺意                           | 「西伊豆 美しき殺意」                                      | 安本莞二          | 脇田時三 | 15.9%  |
| 22   | 4月02日        | 京都・恋と裏切りの嵯峨野                     | 「京都 恋と裏切りの嵯峨野」                                | 安本莞二          | 中村金太 | 18.0%  |
| 23   | 10月01日       | 終着駅殺人事件                               | 「終着駅〈ターミナル〉殺人事件」                           | 安本莞二          | 藤尾隆   | 20.5%  |
| 24   | 2002年01月07日 | 伊豆の海に消えた女                           | 「伊豆の海に消えた女」                                     | 佐伯俊道          | 脇田時三 | 19.5%  |
| 25   | 3月25日        | 南紀白浜殺人ルート                           | 「南紀殺人ルート」                                         | 安本莞二          | 脇田時三 | 15.9%  |
| 26   | 9月30日        | 特急おおぞら殺人事件                         | 「特急『おおぞら』〈ハイデッカー・エクスプレス〉殺人事件」 | 水谷龍二          | 脇田時三 | 18.9%  |
| 27   | 2003年01月03日 | 九州特急つばめ殺人事件                       | 「九州新特急『つばめ』殺人事件」                           | 安本莞二          | 山内宗信 | 14.4%  |
| 28   | 3月24日        | 陸中海岸殺意の旅                             | 「陸中海岸殺意の旅」                                       | 安本莞二          | 脇田時三 | 19.3%  |
| 29   | 9月22日        | 松山・道後十七文字の殺人                     | 「松山・道後十七文字の殺人」                               | 水谷龍二          | 水谷俊之 | 17.1%  |
| 30   | 12月29日       | パリ・東京殺人ルート                         | 「パリ・東京殺人ルート」                                   | 安本莞二          | 脇田時三 | 13.1%  |
| 31   | 2004年03月29日 | 四国連絡特急殺人事件                         | 「四国連絡特急殺人事件」                                   | 長坂秀佳          | 脇田時三 | 15.7%  |
| 32   | 9月27日        | 愛の伝説・釧路湿原                           | 「愛の伝説・釧路湿原」                                     | 安本莞二          | 池澤辰也 | 15.1%  |
| 33   | 12月27日       | 東北新幹線「はやて」殺人事件                 | 「東北新幹線『はやて』殺人事件」                           | 安本莞二          | 村田忍   | 14.3%  |
| 34   | 2005年03月28日 | 寝台特急あさかぜ殺人事件                     | 「寝台特急『あさかぜ1号』殺人事件」                        | 長坂秀佳          | 脇田時三 | 15.4%  |
| 35   | 7月04日        | 金沢加賀殺意の旅                             | 「金沢加賀殺意の旅」                                       | 長坂秀佳          | 脇田時三 | 15.2%  |
| 36   | 2006年01月09日 | 河津・天城連続殺人事件                       | 「河津・天城連続殺人事件」                                 | 橋本以蔵          | 油谷誠至 | 14.8%  |
| 37   | 10月02日       | 特急あずさ殺人事件                           | 「特急『あずさ』〈アリバイ・トレイン〉殺人事件」           | 橋本以蔵          | 脇田時三 | 16.4%  |
| 38   | 2007年04月02日 | 愛と悲しみの墓標                             | 「愛と悲しみの墓標」                                       | 長坂秀佳          | 松原信吾 | 15.6%  |
| 39   | 2008年01月07日 | 飛騨高山に消えた女                           | 「飛騨高山に消えた女」                                     | 安本莞二          | 油谷誠至 | 16.8%  |
| 40   | 10月13日       | 生命〜ベールに包まれた誕生の秘密〜           | 「十津川警部『生命〈いのち〉』」 〈上巻・下巻〉            | 長坂秀佳          | 村田忍   | 14.4%  |
| 41   | 2009年04月13日 | 寝台特急殺人事件〜さよならブルートレイン〜   | 「寝台特急〈ブルートレイン〉殺人事件」                     | 安本莞二          | 油谷誠至 | 16.0%  |
| 42   | 9月28日        | 九州ひなの国殺人ルート                       | 「イヴが死んだ夜」                                         | 安本莞二          | 池澤辰也 | 12.7%  |
| 43   | 2010年03月29日 | 伊勢志摩殺人迷路〜円空の謎〜                 | 「近鉄特急 伊勢志摩ライナーの罠」                          | 土屋保文          | 池澤辰也 | 13.8%  |
| 44   | 2011年04月11日 | 特急ソニック殺人事件〜十年目の真実〜         | 「十年目の真実」                                           | 横沢丈二          | 池澤辰也 | 12.8%  |
| 45   | 10月10日       | 志賀高原殺人事件〜黒姫伝説の謎〜             | 「志賀高原殺人事件」                                       | 水谷龍二          | 池澤辰也 | 13.1%  |
| 46   | 2012年01月09日 | 特急『草津』殺人迷路                         | 「草津逃避行」                                             | 長坂秀佳          | 舩橋淳   | 16.2%  |
| 47   | 4月16日        | 熱海・湯河原殺人事件                         | 「熱海・湯河原殺人事件」                                   | 丸茂周            | 松本健   | 13.4%  |
| 48   | 10月22日       | 江ノ電に消えた女〜十津川警部への挑戦状〜     | 「十津川警部の決断」                                       | 土屋保文          | 新村良二 | 10.0%  |
| 49   | 2013年01月21日 | 特急「しらさぎ」殺人迷路〜越前竹人形の謎〜   | 「恐怖の海、東尋坊」                                       | 平林幸恵          | 山内宗信 | 14.1%  |
| 50   | 9月09日        | 消えたタンカー                               | 「消えたタンカー」                                         | 佐伯俊道          | 池澤辰也 | 14.3%  |
| 51   | 2014年01月13日 | 京都〜小浜殺人迷路〜八百比丘尼伝説の怪〜     | 「十津川警部 小浜線に椿咲く頃、貴女は死んだ」              | 平林幸恵          | 舩橋淳   | 11.9%  |
| 52   | 5月12日        | 小田原城殺人事件〜一期一会の証言〜           | 「一期一会の証言」                                         | 水谷龍二          | 池澤辰也 | 13.1%  |
| 53   | 10月20日       | 伊豆・踊り子号殺人ルート〜消えた一億円の謎〜 | 「伊豆誘拐行」                                             | 平林幸恵          | 池澤辰也 | 12.9%  |
| 54   | 2015年04月13日 | サンライズ出雲の女 消えた似顔絵の女          | 「夜行列車の女」                                           | 山田耕大          | 松本健   | 10.2%  |

- 視聴率はビデオリサーチ調べ、関東地区・世帯

## 特別番組
西村京太郎ミステリー紀行〜十津川警部が見た風景〜
BS-TBS開局10周年記念番組として2010年2月28日に『プレミアム6 西村京太郎ミステリー紀行〜十津川警部が見た風景〜』を放送。この番組では、原作者の西村京太郎と渡瀬恒彦、伊東四朗が初めて対談した。MCはTBSアナウンサーの竹内香苗。また、十津川シリーズの出演者たち4人が、ドラマの舞台となった地を訪れ、第1作「札幌駅殺人事件」の舞台である札幌を古川りか、第35作「金沢加賀殺意の旅」の舞台である金沢を山村紅葉、第29作「松山道後温泉十七文字の殺人」の舞台である松山を中西良太、第19作「河津七滝殺人事件」の舞台である伊豆を堤大二郎が旅した。
なお、2011年から2012年の年末年始に企画された「BS民放10周年5局共同特別編成番組（年末年始特別企画）」のBS-TBSでの放送番組の一つに編成され2011年12月26日に改めて放送された。このほかにも何度か再放送されている（2010年4月25日、2012年5月20日）。

## DVDコレクション
株式会社東京ニュース通信社よりDVDマガジンが刊行
全50巻。創刊時未製作だった2014年から2015年の4作が未刊行
創刊号「終着駅殺人事件」（2001年）を収録。
発売日／2013年9月4日（水）
第2弾「寝台特急カシオペアを追え」（2000年）を収録。
発売日／2013年9月18日（水）
第3弾「越後・会津殺人ルート」（1999年）を収録。
発売日／2013年10月2日（水）
第4弾「九州ひなの国殺人ルート」（2009年）を収録。
発売日／2013年10月16日（水）
第5弾「特急「おおぞら」殺人事件」（2002年）を収録。
発売日／2013年10月30日（水）
第6弾「南紀白浜殺人ルート」（2002年）を収録。
発売日／2013年11月13日（水）
第7弾「陸中海岸殺意の旅」（2003年）を収録。
発売日／2013年11月27日（水）
第8弾「京都・恋と裏切りの嵯峨野」（2001年）を収録。
発売日／2013年12月11日（水）
第9弾「伊豆の海に消えた女」（2002年）を収録。
発売日／2013年12月25日（水）
第10弾「四国連絡特急殺人事件」（2004年）を収録。
発売日／2014年1月8日（水）
第11弾「丹後殺人迷路」（1997年）を収録。
発売日／2014年1月22日（水）
第12弾「愛の伝説・釧路湿原」（2004年）を収録。
発売日／2014年2月5日（水）
第13弾「南伊豆高原殺人事件」（1996年）を収録。
発売日／2014年2月19日（水）
第14弾「寝台急行「銀河」殺人事件」（1999年）を収録。
発売日／2014年3月5日（水）
第15弾「パリ 東京殺人ルート」（2003年）を収録。
発売日／2014年3月19日（水）
第16弾「特急『草津』殺人迷路」（2012年）を収録。
発売日／2014年4月2日（水）
第17弾「飛騨高山に消えた女」（2008年）を収録。
発売日／2014年4月16日（水）
第18弾「特急ソニック殺人事件〜十年目の真実〜」（2011年）を収録。
発売日／2014年4月30日（水）
第19弾「特急あずさ殺人事件」（2006年）を収録。
発売日／2014年5月14日（水）
第20弾「特急「伊豆・七滝殺人事件」（2000年）を収録。
発売日／2014年5月28日（水）
第21弾「寝台特急あさかぜ殺人事件」（2005年）を収録。
発売日／2014年6月11日（水）
第22弾「シベリア鉄道殺人事件」（1999年）を収録。
発売日／2014年6月25日（水）
第23弾「熱海・湯河原殺人事件」（2012年）を収録。
発売日／2014年7月9日（水）
第24弾「九州特急つばめ殺人事件」（2003年）を収録。
発売日／2014年7月23日（水）
第25弾「東北新幹線「はやて」殺人事件」（2004年）を収録。
発売日／2014年8月6日（水）
第26弾「特急しなの21号殺人事件」（1997年）を収録。
発売日／2014年8月20日（水）
第27弾「海を渡った愛と殺意」（1997年）を収録。
発売日／2014年9月3日（水）
第28弾「金沢加賀殺意の旅」（2005年）を収録。
発売日／2014年9月17日（水）
第29弾「愛と悲しみの墓標」（2007年）を収録。
発売日／2014年10月1日（水）
第30弾「西伊豆・美しき殺意」（2001年）を収録。
発売日／2014年10月15日（水）
第31弾「松山・道後十七文字の殺人」（2003年）を収録。
発売日／2014年10月29日（水）
第32弾「寝台特急殺人事件〜さよならブルートレイン〜」（2009年）を収録。
発売日／2014年11月12日（水）
第33弾「伊勢志摩殺人迷路〜円空の謎〜」（2010年）を収録。
発売日／2014年11月26日（水）
第34弾「志賀高原殺人事件〜黒姫伝説の謎〜」（2011年）を収録。
発売日／2014年12月10日（水）
第35弾「河津・天城連続殺人事件」（2006年）を収録。
発売日／2014年12月24日（水）
第36弾「札幌駅殺人事件」（1992年）を収録。
発売日／2015年1月7日（水）
第37弾「西鹿児島駅殺人事件」（1993年）を収録。
発売日／2015年1月21日（水）
第38弾「上野駅殺人事件」（1993年）を収録。
発売日／2015年2月4日（水）
第39弾「函館駅殺人事件」（1994年）を収録。
発売日／2015年2月18日（水）
第40弾「会津高原殺人事件」（1994年）を収録。
発売日／2015年3月4日（水）
第41弾「萩・津和野に消えた女」（1994年）を収録。
発売日／2015年3月18日（水）
第42弾「豪華特急トワイライト殺人事件」（1995年）を収録。
発売日／2015年4月1日（水）
第43弾「伊豆海岸殺人ルート」（1995年）を収録。
発売日／2015年4月15日（水）
第44弾「松島・蔵王殺人事件」（1995年）を収録。
発売日／2015年4月28日（水）
第45弾「ミステリー列車が消えた！」（1995年）を収録。
発売日／2015年5月13日（水）
第46弾「江ノ電に消えた女〜十津川警部への挑戦状〜」（2012年）を収録。
発売日／2015年5月27日（水）
第47弾「 特急「しらさぎ」殺人迷路〜越前竹人形の謎〜 」（2013年）を収録。
発売日／2015年6月10日（水）
第48弾「尾道・倉敷殺人ルート」（1998年）を収録。
発売日／2015年6月24日（水）
第49弾「生命〜ベールに包まれた誕生の秘密〜」（2008年）を収録。
発売日／2015年7月8日（水）
第50弾「消えたタンカー」（2013年）を収録。
発売日／2015年7月22日（水）

## 放送局
- TBSテレビ - 新作および再放送
- JNN各局 - 新作および再放送
- BS-TBS - 再放送
- CS TBSチャンネル - 再放送